# Fouad Mebazaa
Fouad Mebazaa (arabe : فؤاد المبزع retranscrit selon ISO 233-2 en Fuʾād al-Mubaz'a), parfois orthographié Foued Mebazaâ, né le 15 juin 1933 à Tunis et mort le 23 avril 2025, est un homme d'État tunisien, président de la République de janvier à décembre 2011.
Membre du Rassemblement constitutionnel démocratique sous le régime de Zine el-Abidine Ben Ali, il préside la Chambre des députés à partir de 1997. C'est à ce titre qu'il devient président de la République tunisienne par intérim le 15 janvier 2011, sur décision du Conseil constitutionnel, qui constate la vacance du pouvoir laissée par la fuite de Ben Ali dans le cadre de la révolution tunisienne. Il transmet ses pouvoirs présidentiels à Moncef Marzouki le 13 décembre 2011.

## Biographie

### Formation
Né le 15 juin 1933 à Tunis, dans une famille bourgeoise de commerçants du côté paternel et de dignitaires religieux du côté maternel, Fouad Mebazaa passe l'ensemble de son enseignement secondaire au collège Sadiki, prestigieux lycée tunisien situé aux abords de la médina de Tunis. Par la suite, il suit ses études à Paris, où il obtient une licence en droit et sciences économiques.

### Carrière politique

#### Débuts

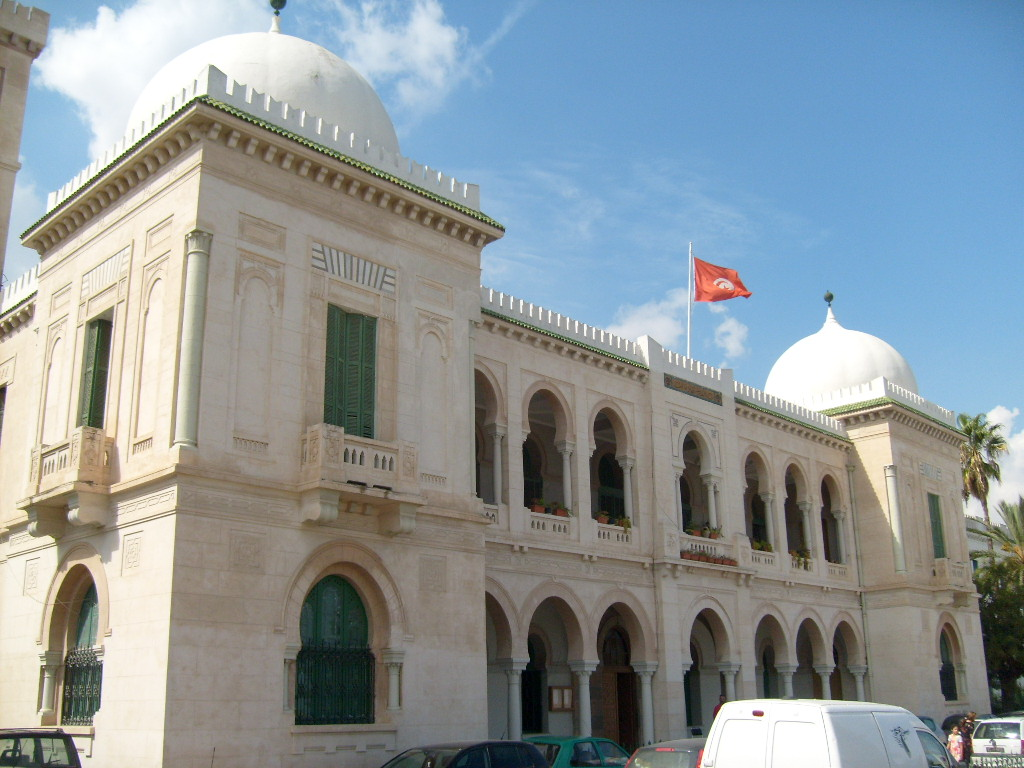
Façade du collège Sadiki où Fouad Mebazaa effectue ses études secondaires.

Né sous le protectorat français de Tunisie, Mebazaa devient membre de la Jeunesse constitutionnelle en 1947. Il est élu membre de la cellule du parti Néo-Destour à Aix-Marseille en 1954 puis secrétaire-général de la cellule de La Marsa l'année suivante. En 1956, il devient président de la cellule de Montpellier. De 1969 à 1973, il préside l'Association de sauvegarde de la médina de Tunis.

#### Ministre et membre du gouvernement
Fouad Mebazaa devient ministre de la Jeunesse et des Sports le 30 novembre 1973 puis, le 13 septembre 1978, ministre de la Santé. Le 7 novembre 1979, il est nommé ministre des Affaires culturelles et de l'Information. Il conserve le premier portefeuille jusqu'au 2 janvier 1981 et le second jusqu'au 3 décembre 1980. Le 27 octobre 1987, il revient au gouvernement avec le portefeuille de la Jeunesse et des Sports au sein du gouvernement du Premier ministre Zine el-Abidine Ben Ali. Il conserve ce poste après le coup d'État du 7 novembre 1987. À la suite de la révélation d'un câble diplomatique américain de mai 2009 obtenu par WikiLeaks, Fouad Mebazaa y est présenté comme un septuagénaire sans ambition, « un homme loyal vis-à-vis de Ben Ali et qui ne représente aucun danger pour lui ».

#### Autres fonctions
Fouad Mebazaa est également ambassadeur de la Tunisie auprès de l'Office des Nations unies à Genève de 1981 à 1986 puis au Maroc de 1986 à 1987 avant d'être élu à la tête de la Chambre des députés le 14 octobre 1997. Ce poste en fait le successeur constitutionnel du président Ben Ali en cas de vacance de la présidence.
Au niveau municipal, il a été maire-gouverneur de Tunis (de 1969 à 1973), de La Marsa (de 1975 à 1980) et de Carthage (de 1995 à 1998).

#### Présidence de la République par intérim

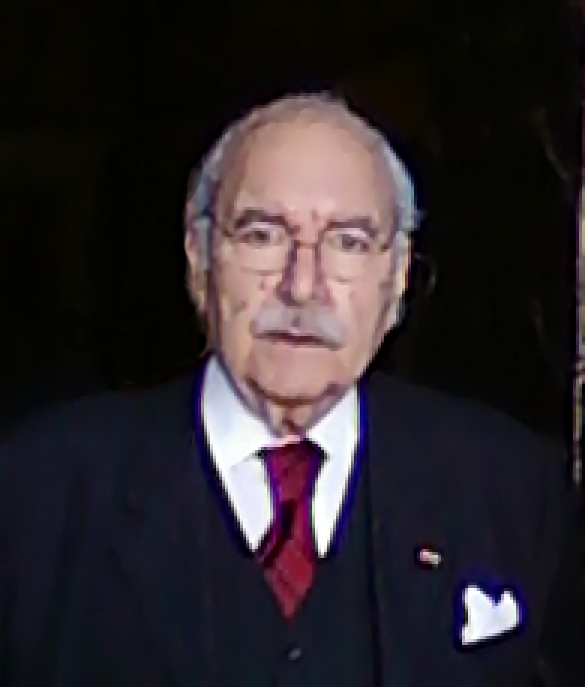
Fouad Mebazaa le jour de son accession à la présidence, le 15 janvier 2011.

Pendant la révolution tunisienne, le président Zine el-Abidine Ben Ali fuit la Tunisie le 14 janvier 2011. Le lendemain, Fouad Mebazaa, en qualité de président de la Chambre des députés, est désigné président de la République par intérim par le Conseil constitutionnel, en application de l'article 57 de la Constitution de 1959,. Il est alors considéré comme un cacique du régime déchu.
Mohamed Ghannouchi, confirmé à son poste de Premier ministre, nomme un nouveau gouvernement le 17 janvier, tandis que Fouad Mebazaa quitte le bureau politique du Rassemblement constitutionnel démocratique le lendemain ; il déclare également que compte tenu de son rôle et de sa fonction présidentielle, il quitte provisoirement la présidence de la Chambre des députés, laissant l'intérim à son premier vice-président Sahbi Karoui à l'occasion de sa première séance tenue le 4 février.
Le 19 janvier 2011, il annonce dans un discours que la situation sécuritaire du pays connaît une amélioration notable et se stabilise ; il assure aussi que les responsables des troubles ont été démasqués et arrêtés. Il déclare veiller à ce que le gouvernement respecte ses engagements en rupture totale avec le passé. Le lendemain, cinq membres du gouvernement dont Kamel Morjane, Ridha Grira, Ahmed Friaâ, Moncer Rouissi et Zouheir M'dhaffer présentent leur démission.
Dans l'attente d'élections libres, la Chambre des conseillers adopte le 9 février une loi qui autorise le président par intérim à gouverner par décrets-lois, deux jours après le vote de la Chambre des députés. Le 27 février, Ghannouchi démissionne et laisse sa place à Béji Caïd Essebsi qui forme un nouveau gouvernement.

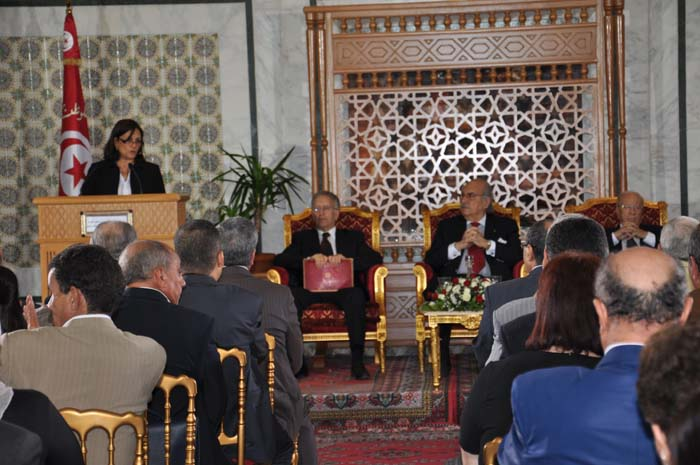
Fouad Mebazaa avec Béji Caïd Essebsi, Yadh Ben Achour et Latifa Lakhdar à Tunis le 13 octobre 2011.

Il annonce le 3 mars 2011 l'élection d'une Assemblée constituante dans le but d'élaborer une Constitution en remplacement de celle de 1959,. Il affirme à ce propos lors de son discours : 

« La réforme politique nous impose de trouver un fondement constitutionnel nouveau qui reflète la volonté du peuple et qui bénéficie de la légitimité populaire [...] La Constitution actuelle ne répond plus aux ambitions du peuple après la révolution et se trouve dépassée par les circonstances, sans compter les vicissitudes qui l'ont touchée, à cause des nombreux amendements qui lui ont été apportés et qui empêchent la vie démocratique véritable et constituent un obstacle sur la voie de l'organisation d'élections transparentes et de la mise sur pied d'un climat politique dans lequel chaque individu et chaque groupement puisse bénéficier de la liberté et de l'égalité. »

 Celle-ci élit Moncef Marzouki pour le remplacer le 12 décembre 2011 ; Mebazaa annonce le jour même son intention de lui remettre officiellement les pouvoirs présidentiels au cours d'une cérémonie solennelle. Le lendemain, Fouad Mebazaa salue une dernière fois Marzouki au palais présidentiel de Carthage avant de partir en voiture pour sa résidence personnelle, à Tunis.

### Après la présidence
Le 7 août 2020, Fouad Mebazaa est reçu par le chef du gouvernement désigné, Hichem Mechichi, dans le cadre des consultations pour former un nouveau gouvernement. Il conseille à celui-ci de former un « gouvernement de compétences ».
Fouad Mebazaa meurt le 23 avril 2025 à l'âge de 91 ans,.

## Décorations
- Grand cordon de l'ordre tunisien de l'Indépendance[18] ;
- Grand cordon de l'ordre de la République tunisienne (1974)[19] ;
- Grand cordon de l'ordre du 7-Novembre[18].